# Bishop Wilton
Bishop Wilton es una localidad situada en el condado de Yorkshire del Este, en Inglaterra (Reino Unido).
Se encuentra ubicada al este de la región Yorkshire y Humber, cerca de la costa del mar del Norte, del estuario del Humber y de las ciudades de Kingston upon Hull y Beverley, la capital del condado.

## Demografía
Según el censo del año 2001, contaba con 500 habitantes. La población de  2011 era de 554. A mediados de 2016, tenía una población estimada de 568 habitantes.
Para el censo de 2021, contaba con 554 residentes, siendo 292 mujeres y 264 hombres.